# 高橋ジャッキー香代子
高橋ジャッキー香代子（たかはしジャッキーかよこ、1954年8月17日 - 2013年8月30日）は、東京都出身の女性ボーカリスト、ミュージシャン。

## 来歴
長渕剛とは、長渕がデビューした頃からコーラスメンバーとして関わっている。
2024年5月21日にリリースしたアルバム「Blood」でジャッキーとの思い出の歌「ジャッキーレディ」を歌っている
また、1985年7月につま恋で開催された吉田拓郎の「吉田拓郎 ONE LAST NIGHT IN つま恋」にも参加している。鈴木和美（旧姓：宮浦）とともに角松敏生のライブで長年バックコーラスを担当したことでも知られる。
1994年には、細野晴臣がプロデューサーとしても関わったJoshua Popenoe(ジョシュア・ポペノ)のプロジェクト「アカペラペラ」にヴォーカルとして参加。
2013年8月30日他界、死因は舌癌による吐血衰弱死。

## ディスコグラフィー

### アルバム
1. ACAPERAPERA　1994年3月23日発売／アカペラペラ名義
  1. ACAPERAPERA
  2. HOLD ME
  3. HURRY UP
  4. WHAT ARE YOU SAYING?
  5. ISHIN DENSHIN
  6. BENKYO SHIYO
  7. JAPARAPANESE (Original Version)
  8. JAPARAPANESE (Single Version)

- ALL SONGS WRITTEN, ARRANGED AND PRODUCED BY JOSHUA POPENOE
- TRACK 7, 8 PRODUCED BY HARUOMI HOSONO
- [1]-[6] は完全にアカペラ。 Joshua Popenoe 以外に Yoko Yamauchi, Jackie Takahashi, Ronnie Rucker の名がクレジットとしてある。
- [7],[8] は2バージョンの "JAPARAPANESE"という曲で、これが細野晴臣プロデュース。サンディーがボイス担当でクレジットされている。

## 参加作品
- 角松敏生
  - MORE DESIRE 〜TOSHIKI KADOMATSU SPECIAL LIVE '89.8.26
  - もう一度…and then
  - PARASAIL〜シュールホワイトのテーマ〜
  - LEGACY OF YOU
  - I must change my life & love for me
  - THE BEST OF LOVE (LIVE VERSION)

- KAN
  - TIGERSONGWRITER

- チャゲ&飛鳥
  - Z=One

- 中森明菜
  - NEW AKINA エトランゼ

- 長渕剛
  - 逆流
  - 長渕剛 ALL NIGHT LIVE IN 桜島 04.8.21

- 林原めぐみ
  - Deja vu（アルバム『Irāvatī』収録、コーラスアレンジ）

- 吉田拓郎
  - FOREVER YOUNG
  - 吉田拓郎 ONE LAST NIGHT IN つま恋
  - MUCH BETTER